# قشة مويس
قشة مويس (الاسم العلمي: Mico mauesi) وهو نوع من القشة الأمريكية متوطنة في البرازيل. توجد فقط على الضفة الغربية لنهر مويس أكو (Maués Açu) في ولاية الأمازون.